# Neopromachus perminutus
Neopromachus perminutus är en insektsart som beskrevs av Günther 1934. Neopromachus perminutus ingår i släktet Neopromachus och familjen Phasmatidae. Inga underarter finns listade i Catalogue of Life.